# Acanthodelphax denticauda
Acanthodelphax denticauda är en insektsart som först beskrevs av Karl Henrik Boheman 1847.  Acanthodelphax denticauda ingår i släktet Acanthodelphax och familjen sporrstritar. Enligt den finländska rödlistan är arten nära hotad i Finland. Arten är reproducerande i Sverige. Artens livsmiljö är strandängar vid sötvatten. Inga underarter finns listade i Catalogue of Life.